# (23471) 1990 TH3
1990 تي إتش 3 (ويعرف أيضًا باسم (23471) 1990 تي إتش 3 وفق تسمية الكوكب الصغير) (بالإنجليزية: 1990 TH3)‏ هو كويكب ضمن حزام الكويكبات؛ وترتيبه 23471 من حيث الاكتشاف.
اكتُشف هذا الجُرم الفلكي بواسطة Kin Endate ‏ في 15 أكتوبر 1990.

## وصلات خارجية
- (23471) 1990 TH3 في قاعدة بيانات مختبر الدفع النفاث لأجرام النظام الشمسي الصغيرة

- الاكتشاف · مخطط المدار ·  العناصر المدارية · المعلمات المادية

- (23471) 1990 TH3 على موقع ويكي سكاي: DSS2, SDSS, GALEX, IRAS, Hydrogen α, X-Ray, Astrophoto, Sky Map, Articles and images